# Majka Eugenia Elizabeta Ravasio
Majka Eugenija Elizabeta Ravasio (tal. Eugenia Elizabetta Ravasio) (San Gervasio d' Adda, 4. studenog 1907. – 10. kolovoza 1990.)

## Životopis
Rođena je u San Gervasiu d' Addi (danas Capriato San Gervasio), malenom gradiću u provinciji Bergamo, Italija, 4. studenog 1907., u seljačkoj obitelji.
Primila je samo osnovnu naobrazbu. Nakon par godina radeći u tvornici, u dobi od 20 godina, priključila se Kongregaciji Naše Gospe od Apostola. Tu je razvila snažnu karizmu, koja ju je odvela do izbora za generalnu majku kongregacije u dobi od samo 28 godina. Posve nezavisno od njenih duhovnih mogućnosti, njezin rad na socijalnom području bio bi dovoljan da joj osigura mjesto u povijesti. U 12 godina misionarske djelatnosti otvorila je preko 70 centara – svaki s ambulantom, školom i crkvom u najzabačenijim mjestima Afrike, Azije i Europe.
Otkrila je prvi lijek protiv gube, radeći ga od sjemena tropske biljke. Ovaj je lijek kasnije istraživan i dalje razvijan na Pasteurovom Institutu u Parizu. Podupirala je apostolat Raoula Follereau, koji je slijedeći njezine stope i gradeći na temeljima položenih od nje, priznat kao apostol gube.
Tijekom razdoblja od 1939. do 1941. ona je osmislila, isplanirala te donijela do ostvarenja projekt «Grad za gubavce» kod Adzopé (Obala Bjelokosti). Ovo je bio prostran centar koji je pokrivao površinu od 200.000 m2, za brigu o gubavcima. Čak danas slovi kao jedan od afričkih i svjetskih vodećih centara svoje vrste.
Kao znak priznanja ovom postignuću, Francuska je dodijelila najveću nacionalnu čast za socijalni rad Kongregaciji sestara misionarki od Naše Gospe od Apostola, kojoj je majka Eugenia bila viša nadglednica od 1935. do 1947. Majka Eugenia je umrla 10. kolovoza 1990.
Njezina najveća ostavština za nas je «Poruka Oca», jedina privatna objava osobno od Boga Oca koja je priznata autentičnom od Crkve, nakon deset godina najstrožih ispitivanja.

## Unutarnje poveznice
|  | Wikizvor ima izvorni tekst Otac govori Svojoj djeci |

|  | Wikizvor ima izvorni tekst Iskaz grenobelskog biskupa o slučaju majke Eugenije |

|  | Wikizvor ima izvorni tekst Molitva Bogu Ocu |

|  | Wikizvor ima izvorni tekst Život za slavu Očevu |

## Vanjske poveznice
- Majka Eugenia Elizabeta Ravasio  Arhivirana inačica izvorne stranice od 30. ožujka 2012. (Wayback Machine) (tal.)
- Otac govori Svojoj djeci - stranica posvećena Poruci Oca i životu majke Eugenije  Arhivirana inačica izvorne stranice od 20. veljače 2010. (Wayback Machine)
- Armata Bianca - Poruka Oca na 19 jezika
- Father Speaks to His Children
- Biografija majke Eugenije na talijanskom  Arhivirana inačica izvorne stranice od 7. prosinca 2010. (Wayback Machine)